# Triết sọc châu Phi
Poecilogale albinucha là một loài động vật có vú trong họ Chồn, bộ Ăn thịt. Loài này được Gray mô tả năm 1864.

## Hình ảnh

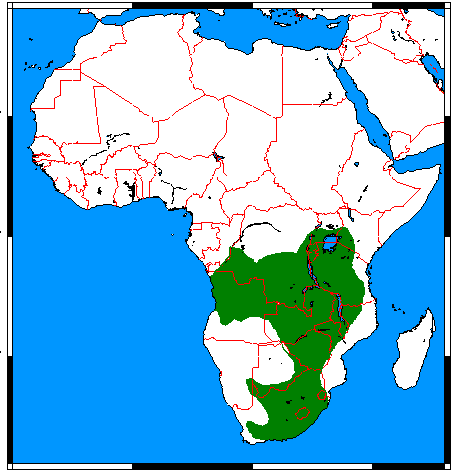
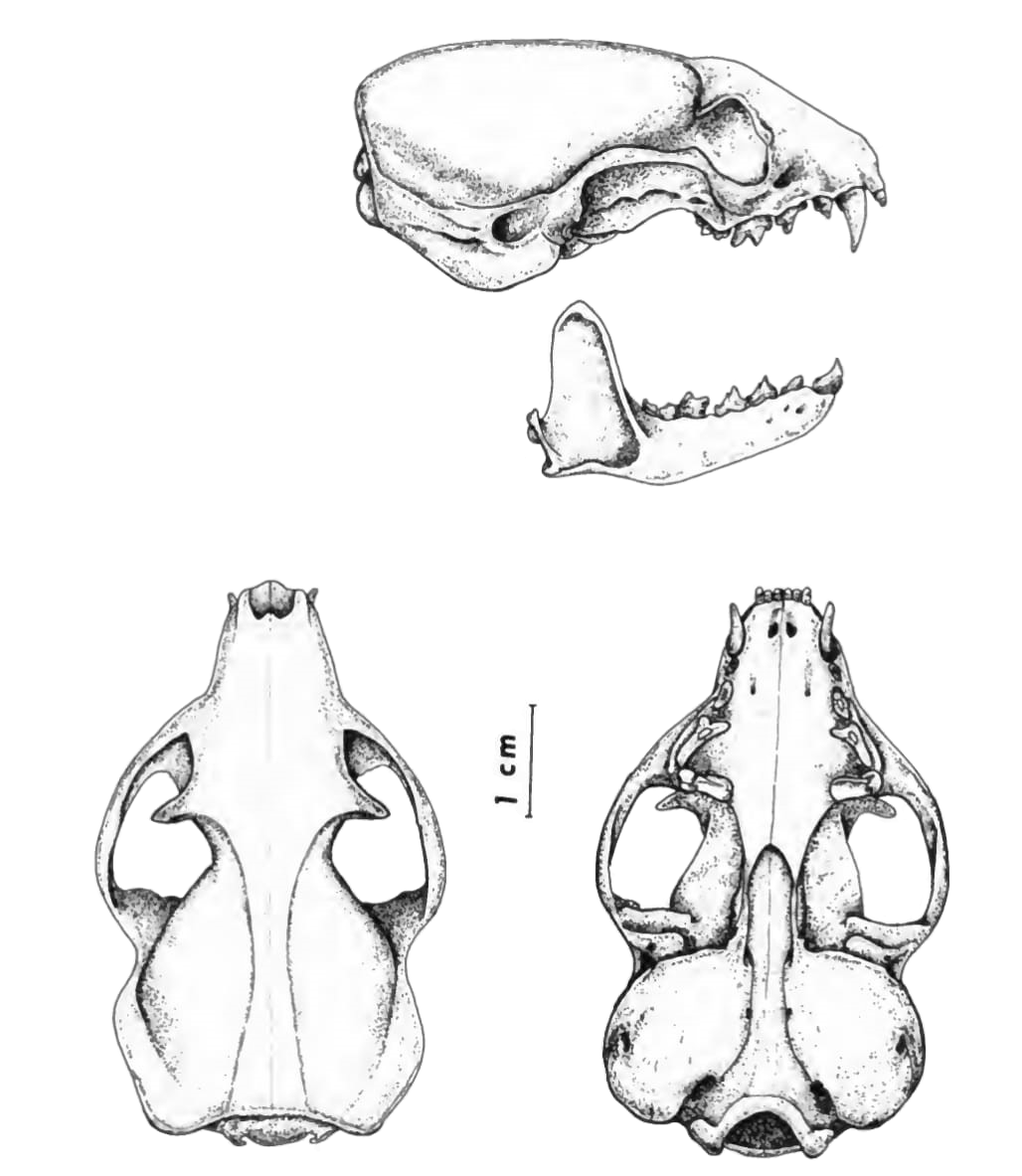
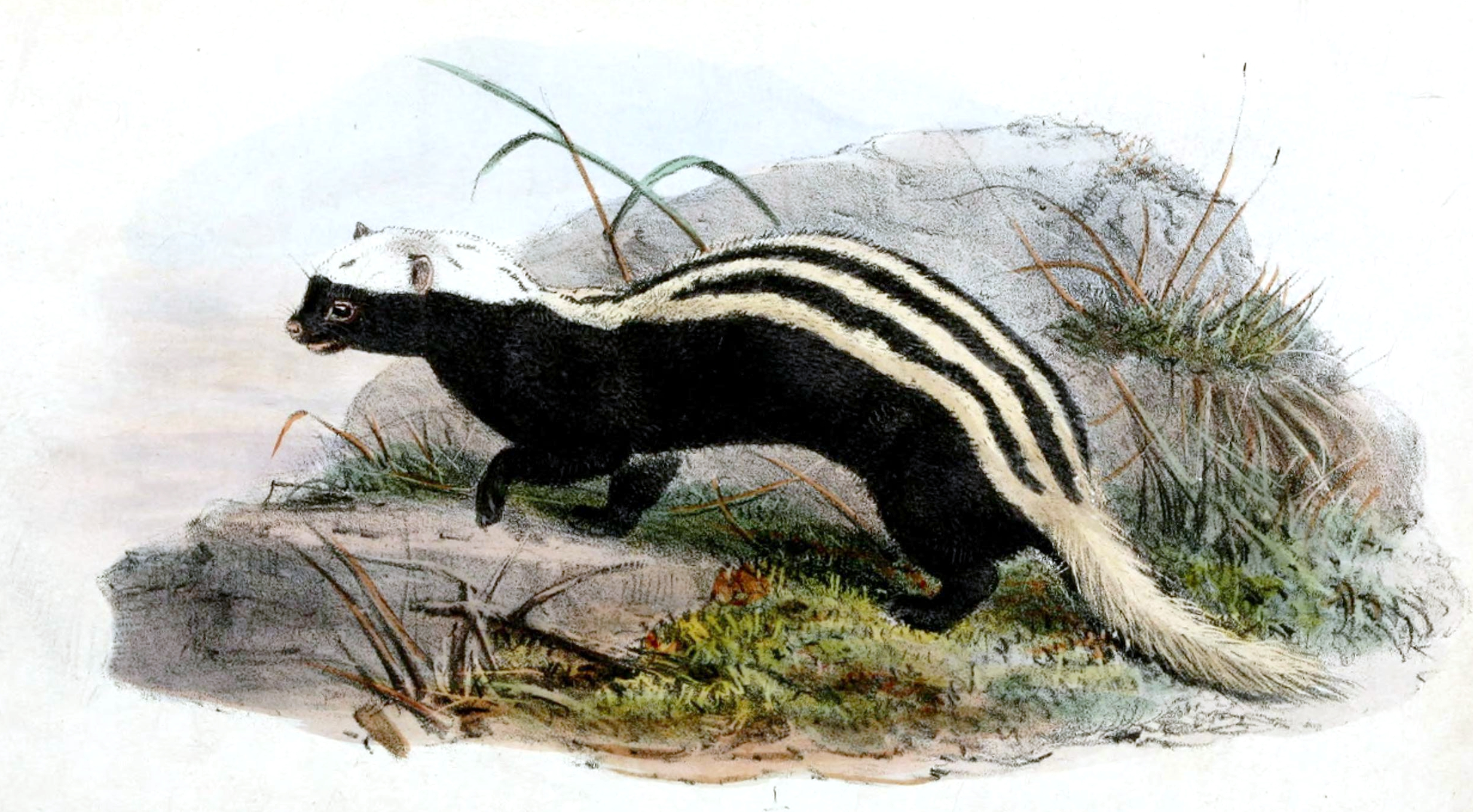